# SPYAIR
SPYAIR（日语：スパイエアー），日本4人組搖滾樂團，之前為研音事務所旗下樂團，現所屬唱片公司為日本索尼音樂娛樂。

## 樂團簡介
- 團員MOMIKEN、UZ、KENTA出身於日本愛知縣，主唱YOSUKE出身於日本福岡縣
- 樂團名字的由來是受到英文單字「Spyware」的啟發，後為能方便搜索而稍作修改變成了「SPYAIR」。
- 以「與其他樂團一樣的活動没有意義」、「不光要吸引更多人來演唱会，還要讓更多人聽到我們的音樂」為決心，從野外Live開始活動。

## 成員簡介

### 現任成員
- YOSUKE (Vocal)
  - 生日：7/31

- UZ (Guitar / Programming)
  - 主要負責作曲
  - 生日：12/13
  - 血型：A
  - 喜歡的音樂：聯合公園、justice、超凡樂團、久石譲、佐藤直紀
  - 喜歡的電影：黑暗中的舞者
  - 喜歡的人物：松本人志、鈴木一朗
  - 喜歡的書籍：井上雄彦的漫畫、伊坂幸太郎的小說
  - 喜歡的地方：常滑的海邊、澀谷人行道交叉口

- MOMIKEN (Bass)
  - 主要負責作詞
  - 生日：11/14
  - 血型：B

- KENTA (Drums)
  - 生日：03/16
  - 血型：A
  - 喜歡的音樂：聯合公園、科恩乐队、B'z、粉红佳人、五分錢合唱團
  - 喜歡的電影：綠色奇蹟
  - 喜歡的人物：Shane Gaalaas、Daniel Adair
  - 喜歡的地方：森林、雪山、床、爵士鼓的椅子

### 已離開成員
- ENZEL☆ (DJ)
  - 生日：05/11
  - 血型：A
  - 於2012年12月18日退出樂團
- IKE (Vocal)
  - 生日：04/18
  - 血型：AB
  - 喜歡的音樂：迈克尔·杰克逊、B'z的稻葉浩志與小田和正
  - 2019年，得到溃疡性结肠炎，因此於2022年3月31日宣布退出樂團
  - 2023年7月，以獨立歌手的身分恢復音樂活動

## 樂團經歷
- 2005年
  - 6月，高中期間的樂團剛解散的IKE、KENTA和MOMIKEN邀请了UZ，開始了4人組的活動。
  - 8月，於Motino木廣場舉行第一次Live演出。

- 2006年
  - 10月，以名古屋榮廣場為中心的野外Live活動開始。之後不久，便受熟人邀請而參加了俱樂部活動並結識ENZEL☆。

- 2007年
  - 9月，於名古屋阿波羅劇場舉行首場個人Live。ENZEL☆開始以支援成員的身分參加樂團活動。
  - 11月，參加島村樂器主辦的「HOTLINE 2007」獲得準優勝。

- 2008年
  - 開始於東京進行Live活動。
  - 9月10日，自主製作專輯『alive』於東海地方限定發行。

- 2009年
  - 2月6日，ENZEL☆正式加入樂團。
  - 4月15日，第一張獨立廠牌單曲〈ジャパニケーション〉發行。
  - 9月16日，第二張獨立廠牌單曲〈感情ディスコード（日语：感情ディスコード）〉發行。

- 2010年
  - 成為藝能事務所研音所屬樂團。
  - 6月27日，達成100場野外Live，以『FINAL』的名義舉行野外活動，聚集觀眾多達2000人
  - 8月7日、8日，「SUMMER SONIC」初登場。
  - 8月11日，Sony Music Associated Records發行首張單曲〈LIAR（日语：LIAR (SPYAIRの曲)）〉正式出道。
  - 12月1日，第二張單曲〈Last Moment（日语：Last Moment）〉發行。

- 2011年
  - 3月16日，第三張單曲〈ジャパニケーション〉發行。
  - 6月8日，第四張單曲〈サムライハート (Some Like It Hot!!)（日语：サムライハート (Some Like It Hot!!)）〉發行，同名主打歌為電視動畫《銀魂》片尾曲。
  - 7月30日，韓國最大野外搖滾音樂節「JISAN VALLEY ROCK FESTIVAL 2011」出演。
  - 8月24日，第五張單曲〈BEAUTIFUL DAYS（日语：BEAUTIFUL DAYS）〉發行。
  - 9月21日，首張正式專輯『Rockin' the World（日语：Rockin' the World）』發行，獲得Oricon公信榜第八名，同時於韓國出道。
  - 10月30日，於日比谷野外音樂堂舉行『Just Like This 2011』演唱會。
  - 12月9日，於韓國舉行首場演唱會『SPYAIR TOUR 2011「Rockin' the World」in KOREA』。

- 2012年
  - 1月1日，限量單曲〈MOVIN' ON（日语：MOVIN' ON）〉發行。
  - 1月18日，首張DVD《5リオシ!（日语：5リオシ!）》前後篇同時發行。
  - 3月14日，第六張單曲〈My World〉與首張Live DVD《SPYAIR LIVE at 野音「Just Like This 2011」（日语：SPYAIR LIVE at 野音「Just Like This 2011」）》發行。
  - 6月27日，第七張單曲〈0 GAME（日语：0 GAME）〉發行。
  - 7月28日，韓國野外搖滾音樂節「JISAN VALLEY ROCK FESTIVAL 2012」出演。
  - 8月19日，「SUMMER SONIC 2012」出演。
  - 9月5日，第八張單曲〈Naked（日语：Naked (SPYAIRの曲)）〉發行。
  - 9月19日，第二張正式專輯『Just Do It』發行。為紀念專輯發行於原宿Astro Hall舉行『Naked LIVE』，此為團員及參加者全員需裸上半身的男性限定Live活動。
  - 11月21日，第九張單曲<WENDY 〜It's You〜（日语：WENDY 〜It's You〜）>發行。
  - 12月18日，首次登上日本武道館舉行萬人演唱會，演唱會結束ENZEL☆退出樂團。

- 2013年
  - 3月13日，第十張單曲〈サクラミツツキ〉(中譯:櫻滿月)發行，公信榜初登场10位。同天發售演唱會DVD《SPYAIR LIVE at 武道館 2012》
  - 5月29日，第十一張單曲〈虹〉發行。
  - 7月3日，第十二張單曲〈現状ディストラクション〉發行，為《銀魂完結篇：永遠的萬事屋》的主題曲。
  - 8月7日，第三張正式專輯「MILLION」，公信榜初登場第2位，首次作品進入周榜前三名。
  - 11月13日，第十三張單曲〈JUST ONE LIFE〉發行。
  - 12月27日，於澀谷公會堂舉行『SPYAIR TOUR 2013 "MILLION""』巡迴公演最終場。

- 2014年
  - 4月30日，第十四張單曲〈イマジネーション〉(Imagination)發行，作為電視動畫《排球少年！！》的片頭曲。
  - 5月，主唱IKE因聲帶息肉併發急性聲帶炎暫時中止演出活動。
  - 11月26日，第一張精選輯「BEST」發行。
  - 12月30日，於東京Zepp DiverCity TOKYO 舉辦＜SPYAIR LIVE 2014～復活～＞ LIVE，宣告正式復出。

- 2015年
  - 3月26日，發行第十五張單曲「ROCKIN' OUT」。
  - 6月5日，發行第一張精選輯「BEST」台壓版。
  - 7月22日，為日本電視台×Hulu共同製作連續劇『最後的刑警』的主題曲－第十六張單曲「ファイアスターター」。
  - 8月8日，於日本富士急高原樂園舉辦萬人野外LIVE『JUST LIKE THIS 2015』。
  - 9月5日，台灣台中「搖滾臺中」出演，首次登陸台灣，並在結束時表示明年會再來台灣。
  - 10月8日，宣佈將在2016年1月9日舉行台灣首場單獨演唱會。
  - 10月21日，發行第十七張單曲「アイム・ア・ビリーバー(I'M A BELIEVER)」，同時為電視動畫《排球少年！！》第二季片頭曲。
  - 11月18日，發行第四張正式專輯「4」。
  - 11月20日，發行第四張正式專輯「4」台壓版。
  - 12月6日，舉辦演唱會「SPYAIR Live in SEOUL ~ I'M A BELIEVER 2015」。
  - 12月13、22日，舉辦SPYAIR ARENA TOUR 2015『DYNAMITE～シングル全部ヤリマス～』

- 2016年
  - 1月9日，SPYAIR LIVE 2016 IN TAIPEI「I'M A BELIEVER」，台灣首次單獨演唱會。
  - 1月13日，發行富士急萬人野外LIVE DVD『JUST LIKE THIS 2015』。
  - 1月15日，發行富士急萬人野外LIVE DVD『JUST LIKE THIS 2015』台壓版。
  - 1月16日-3月10日，進行日本全國SPYAIR TOUR 2016『4-for-』巡迴。
  - 2月15日，於TOUR 2016『4-for-』廣島巡迴時，錄製[My Friend]千人合唱影片送給台灣以祈禱走出傷痛。
  - 3月26日，首次於法國巴黎舉行單獨演唱會 SPYAIR LIVE IN PARIS 2016。
  - 5月11日，發行埼玉ARENA TOUR LIVE DVD『DYNAMITE 〜單曲全開唱〜』。
  - 5月20日，發行埼玉ARENA TOUR LIVE DVD『DYNAMITE～單曲全開唱～』台壓版。
  - 7月13日，發行第十八張單曲「THIS IS HOW WE ROCK」。
  - 7月15日，發行第十八張單曲「THIS IS HOW WE ROCK」台壓版。
  - 7月30日，舉辦第二次富士急高原樂園萬人野外LIVE『JUST LIKE THIS 2016』。
  - 8月13日，首次於中國上海舉行單獨演唱會 「SPYAIR LIVE IN Shanghai 2016」。
  - 8月27日，台灣台中無懼音樂祭No Fear Festival 2016出演。並宣布同年12月17日，於台灣新北市新莊體育館ONE MAN LIVE演唱會出演。
  - 11月9日，發行第十九張單曲「RAGE OF DUST」，為電視動畫《機動戰士鋼彈 鐵血的孤兒》第二期片頭曲。
  - 11月19日-29日，舉行「RAGE OF DUST」單曲發售巡迴LIVE。
  - 12月4日，SPYAIR LIVE in SEOUL 2016～WINTER～
  - 12月17日，SPYAIR LIVE in TAIPEI 2016～WINTER～，挑戰新莊體育館[1]
  - 12月28日，發行富士急萬人野外LIVE DVD『JUST LIKE THIS 2016』。
  - 12月29日-2017年1月21日，SPYAIR大規模東名阪ARENA TOUR『真冬の大サーカス』。

- 2017年
  - 3月29日，發行第二十張單曲「Be with」。
  - 4月7日，發行第二十張單曲「Be with」台壓版。
  - 5月31日，發行『真冬の大サーカス』LIVE DVD，收錄東京・國立代代木競技場影像。
  - 6月9日，發行『真冬の大サーカス』LIVE DVD台壓版。
  - 7月1日，SUPER ROCK [Great Meeting] In SEOUL 2017，與EVE、MIYAVI、FTIsland合作出演。
  - 7月2日，SPYAIR LIVE IN SHANGHAI 2017。
  - 7月21日，SPYAIR與三井住友銀行合作發行VISA信用卡。[2]
  - 7月29日，舉辦第三次富士急高原樂園萬人野外LIVE『JUST LIKE THIS 2017』，主題為『ROCK KINGDOM』，並發行會場限定單曲「THE WORLD IS MINE」。
  - 8月30日，發行第二十二張單曲「MIDNIGHT」，為日劇『豬籠草之夢』主題曲。
  - 9月1日，發行第二十二張單曲「MIDNIGHT」台壓版。
  - 9月10日，Best of Anime 2017出演，首次登陸菲律賓。
  - 10月11日，發行第5張正式專輯「KINGDOM」。
  - 10月13日，發行第5張正式專輯「KINGDOM」台壓版。
  - 12月1日、3日，SPYAIR首次於香港及北京舉辦單獨演唱會。

- 2018年
  - 1月18日，為PlayStationⓇ4/ PlayStationⓇVita遊戲『銀魂亂舞』製作主題曲「スクランブル」。
  - 1月26日-4月18日，日本全國巡演『SPYAIR TOUR 2018 -KINGDOM-』；巡演最終場4月18日第2度登上日本武道館。
  - 2月8日，於川崎市巡演時，為台灣獻唱『BEAUTIFUL DAYS』為花蓮祈福。[3]
  - 3月14日，發行富士急萬人野外LIVE DVD『JUST LIKE THIS 2017』。
  - 4月18日，各大SNS帳號開通,並開始經營遊戲實況頻道『MOMIKENTAチャンネルゲームし隊』,由團員MOMIKEN與KENTA進行遊戲實況。
  - 7月25日，發行第二十三張單曲「I Wanna Be…」，為動畫《銀魂》銀ノ魂篇之片頭曲。
  - 7月28日，舉辦第四次富士急高原樂園萬人野外LIVE『JUST LIKE THIS 2018』。
  - 9月23日-12月22日，前往世界各國展開第一次樂團世界巡演『SPYAIR WORLD TOUR 2018』，所及之處有美國、墨西哥、智利、巴西、波蘭、德國、英國、法國、中國、香港、臺灣及韓國，終場回歸日本。
  - 10月24日，發行『SPYAIR TOUR 2018 -KINGDOM-』巡演最終場日本武道館DVD。

- 2019年
  - 1月18日，發行數位單曲『B-THE ONE』，為日本職籃B.LEAGUE 2018-19 SEASON製作應援曲。
  - 3月27日，發行富士急萬人野外LIVE DVD『JUST LIKE THIS 2018』。
  - 4月3日，發行數位單曲『PRIDE OF LIONS』，為日本體育大學製作應援曲。
  - 7月27日，舉辦第五次富士急高原樂園萬人野外LIVE『JUST LIKE THIS 2019』。
  - 12月15日，SPYAIR MOMIKEN & KENTA BAND TRIAL~ASIA TOUR 2019-台北場。

- 2020年
  - 3月4日，發行富士急萬人野外LIVE DVD『JUST LIKE THIS 2019』。
  - 7月18日，第六次富士急高原樂園萬人野外LIVE『JUST LIKE THIS 2020』延期，改為『SPYAIR digital LIVE 2020.7.18』付費直播演唱會方式演出；同日發行數位單曲「INSIDE OF ME」。
  - 11月11日，發行單曲「One Day」，為電視動畫《排球少年！！TO THE TOP》第四季part 2片尾曲。

- 2021年
  - 1月6日，發行EP「轍〜Wadachi〜」，為銀魂劇場版《銀魂 THE FINAL》電影主題曲。
  - 1月31日，舉行線上直播演唱會『SPYAIR digital LIVE RE:10th Anniversary～KICK OFF～』。
  - 3月31日，發行第6張正式專輯「UNITE」。
  - 4月4日-5月4日舉行新專輯巡迴『SPYAIR ALBUM TOUR 2021 ‒UNITE‒』並於5月4日最終場進行線上直播演唱會。
  - 7月17日，第六次富士急高原樂園萬人野外LIVE『JUST LIKE THIS 2021』，並同時進行付費線上直播。
  - 8月11日，發行精選輯BEST Album『BEST OF THE BEST』及MV精選輯『BEST OF THE BEST CLIPS』。

- 2022年
  - 3月9日，發行發行富士急萬人野外LIVE DVD『JUST LIKE THIS 2021』。
  - 3月31日，主唱IKE因自溃疡性结肠炎再度復發並且有惡化跡象故宣佈退團。

- 2023年
  - 4月13日，SPYAIR 宣布來自福岡24歲的 YOSUKE，成為樂團的新任主唱。
  - 6月9日，發行「サムライハート (Some Like It Hot!!) - New Version -」。
  - 6月23日，發行「My World - New Version -」。
  - 7月7日，睽違兩年發行全新單曲「RE-BIRTH」，亦是 YOSUKE 出任主唱後的第一首正式單曲。
  - 8月11日，第七次富士急高原樂園萬人野外LIVE『JUST LIKE THIS 2023』。
  - 9月24日，發行「イマジネーション - New Version -」。
  - 12月17日，發行「I'm a Believer - New Version -」。

- 2024年
  - 2月14日，發行EP「Orange」，為《劇場版 排球少年！！ 垃圾場的決戰》電影主題曲。
  - 10月30日，發行第24張單曲〈青〉，最為電視動畫「青之壬生浪」片頭曲。

## 外部連結
- 官方網站（页面存档备份，存于）
- SPYAIR的Facebook專頁
- SPYAIR的X（前Twitter）
- SPYAIR的Instagram帳戶

1. ↑  memeonmusic. . MeMeOn Music. 2016-12-22  [2017-02-24]. （原始内容存档于2017-02-24）.
2. ↑  .   [2017-07-21]. （原始内容存档于2018-02-24）.
3. ↑  .   [2018-02-09]. （原始内容存档于2019-02-17）.